# 孔昌生
孔昌生（1963年2月—），男，汉族，甘肃静宁人，中华人民共和国政治人物。现任河南省政协主席。

## 生平
生于甘肃省静宁县李店乡孔沟村，1985年毕业于西北政法学院法律系，1988年1月加入中共。1988年取得中国社会科学院研究生院法学硕士学位。曾任中华人民共和国人事部政策法规司主任科员、法规处处长、法制处处长、政策法规司副司长，中华人民共和国人力资源和社会保障部法规司司长，2014年8月升任人社部副部长。
2017年2月任中共河南省委常委、省委组织部部长。2018年2月24日，当选为第十三届全国人大代表。2021年7月升任中共河南省委副书记。同年10月，卸任中共河南省委常委、副书记职务，转任河南省人大常委会党组副书记。2022年1月，接替赵素萍任省人大党组书记，省人大常委会第一副主任，负责省人大日常工作。
2023年1月，出任河南省政协主席。